# Living Wigan
Living Wigan je britský němý film z roku 1902. Režiséry jsou James Kenyon (1850–1925) a Sagar Mitchell (1866–1952). Film trvá zhruba dvě minuty a premiéru měl na radnici ve Wiganu před korunovačními oslavami Eduarda VII. v lednu 1902.

## Děj
Film zachycuje davy lidí u parní tramvaje, ze které vystoupí tramvaják, který hadicí pokropí trať a osoby, co stojí v cestě. Strojvedoucí se následně vrátí do vozidla, aby projel kolem shromážděných lidí, kteří směřují svou pozornost směrem k fotoaparátu, před kterým si postupně začnou sundávat čepice a mávat.